# 합천중학교
합천중학교(陜川中學校)는 대한민국 경상남도 합천군 합천읍 합천리에 있는 공립 중학교이다.

## 학교 연혁
- 1928년 1월 6일 : 삼가공립농업보습학교 2년제 설립인가
- 1931년 3월 18일 : 합천공립농업실수학교 개교
- 1946년 9월 8일 : 합천공립초급중학교로 개교(1회)
- 1951년 8월 31일 : 합천중학교로 교명 변경
- 2023년 1월 4일 : 제77회 졸업(졸업생 80명, 누계 15,129명)
- 2023년 3월 1일 : 제32대 황인구 교장 취임
- 2023년 3월 2일 : 신입생 입학(제80기 51명)

## 참고 자료
- 합천중학교 - 한국교육학술정보원 학교알리미